# MyZee Europe
Der Zee CITY S ist ein Elektroauto der Marke Zee (Zero Emission Earth). Es wird in China von Shifeng Motors produziert und in der Provinz Hunan vertrieben.

## Weblinks

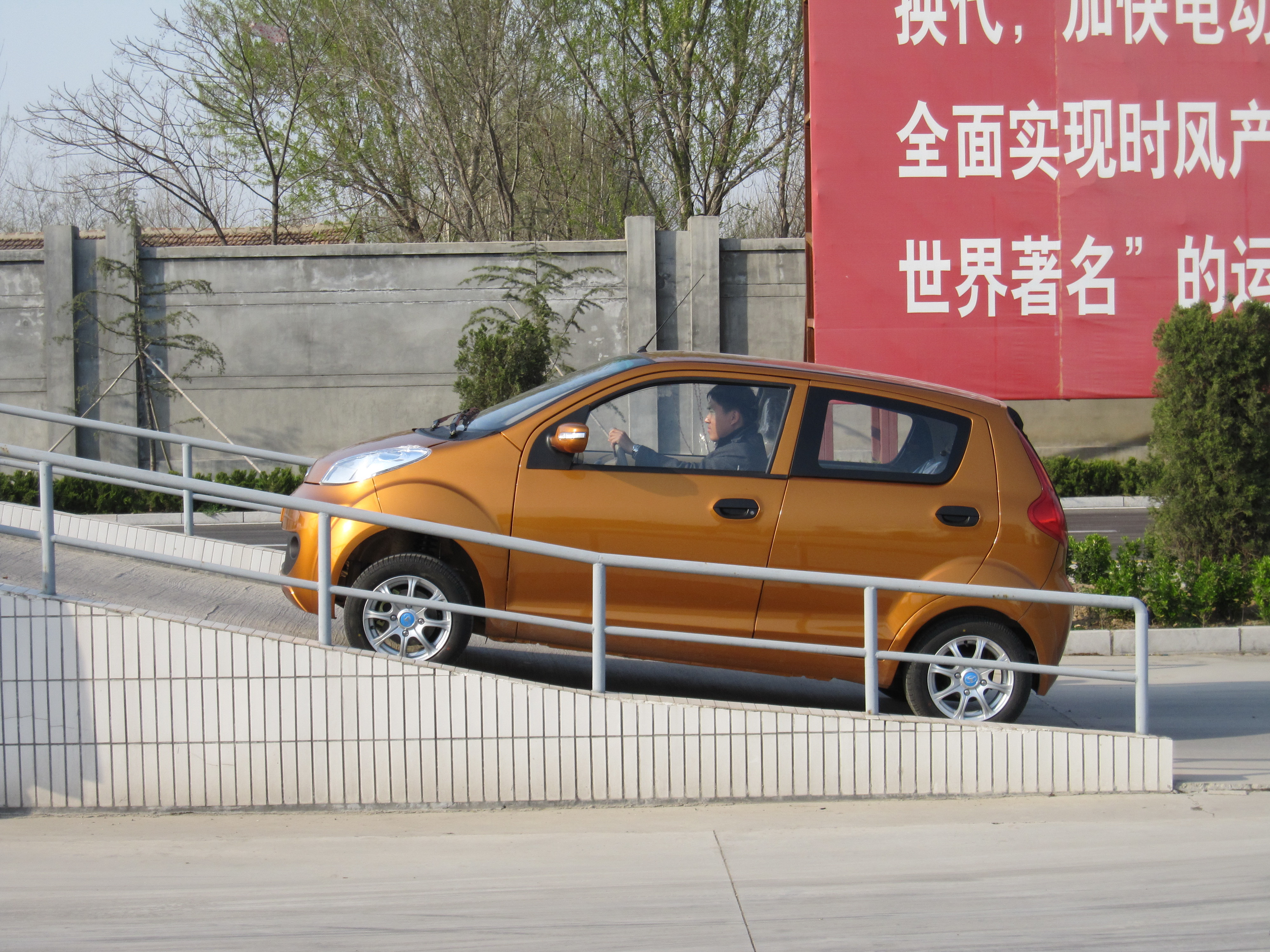
Seitenansicht

## Details
Der Vorgänger des Zee CITY S wurde in China im Jahr 2011 ca. 30.000 Mal verkauft. Das Modell wurde im Jahr 2012 in Salzburg der Öffentlichkeit vorgestellt und ist ab August 2012 in Europa erhältlich. Eines der Ziele ist es, Elektromobilität für den „normalen Arbeiter“ erschwinglich zu machen. Das Modell bietet fünf Personen Platz. Ab 2015 soll auch ein Modell mit Geschwindigkeiten von bis zu 100 km/h auf den Markt kommen. Batterien gibt es in diversen Versionen. Die Zielgruppe sind Stadtbewohner.